# Lucie Arnaz

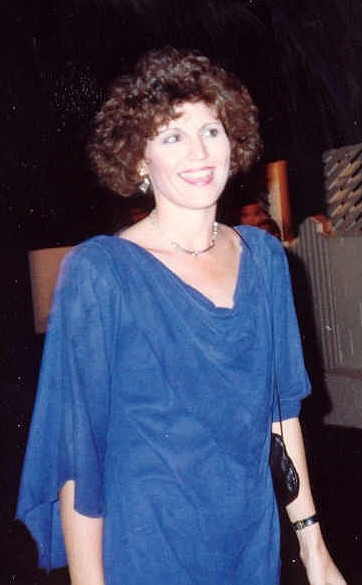
Lucie Arnaz (1988).

Lucie Desiree Arnaz (Hollywood, 17 luglio 1951) è un'attrice statunitense.

## Biografia
È la figlia degli attori Lucille Ball e Desi Arnaz, ed è la sorella dell'attore Desi Arnaz Jr..
Dopo essere apparsa in piccoli ruoli in alcune serie televisive, nel 1975 ottenne grande successo interpretando il ruolo di Elizabeth Short, la Dalia Nera, nel film per il piccolo schermo Chi è Black Dahlia?.
Nel 1979 fece il suo debutto a Broadway nel musical They're Playing Our Song per il quale vinse anche il premio di Miglior Attrice. L'anno seguente recitò nel film Il cantante di jazz (1980), accanto a Laurence Olivier.
Nel 1986 venne premiata con il Sarah Siddons Award per il suo lavoro nel Teatro di Chicago e nel 1993 vinse un Emmy Award per il documentario Lucy and Desi: A Home Movie.
Nel 2000 recitò a Londra una versione musicale di Le streghe di Eastwick. In seguito si dedicò prevalentemente al teatro.

## Vita privata
Lucie Arnaz è stata sposata due volte: dal 1971 al 1977 con Phil Vandervort; dal 1980 con Laurence Luckinbill, dal quale ha avuto tre figli.

## Filmografia

### Cinema
- Billy Jack Goes to Washington, regia di Tom Laughlin (1977)
- Il cantante di jazz (The Jazz Singer), regia di Richard Fleischer (1980)
- Second Thoughts, regia di Lawrence Turman (1983)
- Pazzo di te! (Down to You), regia di Kris Isacsson (2000)
- Wild Seven, regia di James M. Hausler (2006)
- The Pack, regia di Alyssa Rallo Bennett (2011)

### Televisione
- Lucy ed io (I Love Lucy) - serie TV, episodio 6x27 (1957)
- Lucy Show (The Lucy Show) - serie TV, 6 episodi (1963-1967)
- Sesto senso (The Sixth Sense) - serie TV, episodio 1x07 (1972)
- Here's Lucy - serie TV, 60 episodi (1968-1974)
- Marcus Welby (Marcus Welby, M.D.) - serie TV, episodio 6x18 (1975)
- Chi è Black Dahlia? (Who Is the Black Dahlia?), regia di Joseph Pevney - film TV (1975)
- Death Scream, regia di Richard T. Heffron - film TV (1975)
- Fantasilandia (Fantasy Island) - serie TV, un episodio (1978)
- The Mating Season, regia di John Llewellyn Moxey - film TV (1980)
- Washington Mistress, regia di Peter Levin - film TV (1982)
- The Lucie Arnaz Show - serie TV, 6 episodi (1985)
- 101 modi per sopravvivere al divorzio e vivere felici (Who Gets the Friends?), regia di Lila Garrett - film TV (1988)
- La signora in giallo (Murder, She Wrote) - serie TV, episodio 5x06 (1988)
- Sons and Daughters - serie TV (1991)
- Falso movente (Abduction of Innocence), regia di James A. Contner - film TV (1996)
- Law & Order - I due volti della giustizia (Law & Order) - serie TV, episodio 13x15 (2003)

## Doppiatrici italiane
- Cinzia De Carolis ne La signora in giallo
- Angiola Baggi in Sons and Daughters
- Stefanella Marrama in Pazzo di te!
- Joy Saltarelli in Lucy ed io - Il ritorno (doppiaggio tardivo 2017)